# Scheinflechtenpilze
Die Scheinflechtenpilze (Hypocreopsis) stellen eine Gattung aus der Familie der Krustenkugelpilzverwandten dar, deren Arten an den Stämmen von Bäumen und Sträuchern Stromata bilden. Diese sind orange-braun und bestehen aus strahlenförmigen Ascokarp-Lappen.

## Systematik
Zur Gattung gehören drei Arten:
- Hypocreopsis amplectens
- Hypocreopsis lichenoides
- Hypocreopsis rhododendri

Die Typus-Art ist Hypocreopsis lichenoides (Tode) Seaver (1910).

## Beschreibung
Die Arten sind sich makroskopisch weitgehend ähnlich, nur Hypocreopsis lichenoides bildet braune mehlige Flecken von Conidien auf der Oberfläche seiner Lappen aus. Eine Unterscheidung der Arten kann jedoch über die Morphologie ihrer Sporen erfolgen: Hypocreopsis lichenoides hat ellipsoide bis kurz spindelförmige Sporen mit einem Septum; Hypocreopsis rhododendri hat kugelförmige Sporen mit einem Septum, das aber auch fehlen kann, und Hypocreopsis amplectens hat zylindrische Sporen mit zwei bis drei Septen.

## Verbreitung
Hypocreopsis amplectens und Hypocreopsis rhododendri sind auf Gebiete mit Seeklima beschränkt. Hypocreopsis rhododendri kommt am Westrand Europas vor, wurde jedoch in historischer Zeit auch in den Appalachen im Osten der USA nachgewiesen. Hypocreopsis amplectens wurde bisher nur an vier Orten in Australien und Neuseeland gefunden.
Hypocreopsis lichenoides besiedelt Gebiete in mehreren Klimazonen; die Art kommt in gemäßigten bis polaren Gebieten der nördlichen Halbkugel vor.